# Rohrverschraubung für Lebensmittel und Chemie
Eine Rohrverschraubung für Lebensmittel und Chemie gemäß DIN 11851, umgangssprachlich auch Milchrohrverschraubung genannt, besteht aus einem besonderen Kupplungsgewinde, nämlich einem metrischen Rundgewinde nach DIN 405, das grobe und abgerundete Gewindeflanken aufweist und daher gut zu reinigen ist, und einem dichtenden Kegel nach DIN 11851. Solche Rohrverschraubungen werden allgemein in der lebensmittelverarbeitenden Industrie verwendet.